# Torrenteller (Lladurs)
Torrenteller és una masia del municipi de Lladurs, a la comarca catalana del Solsonès.
Està situada a l'extrem oriental i al llom de la Serra Alta, a 1.050 m en una esplanada on s'escampen els antics camps de conreu. Està orientada cap a llevant

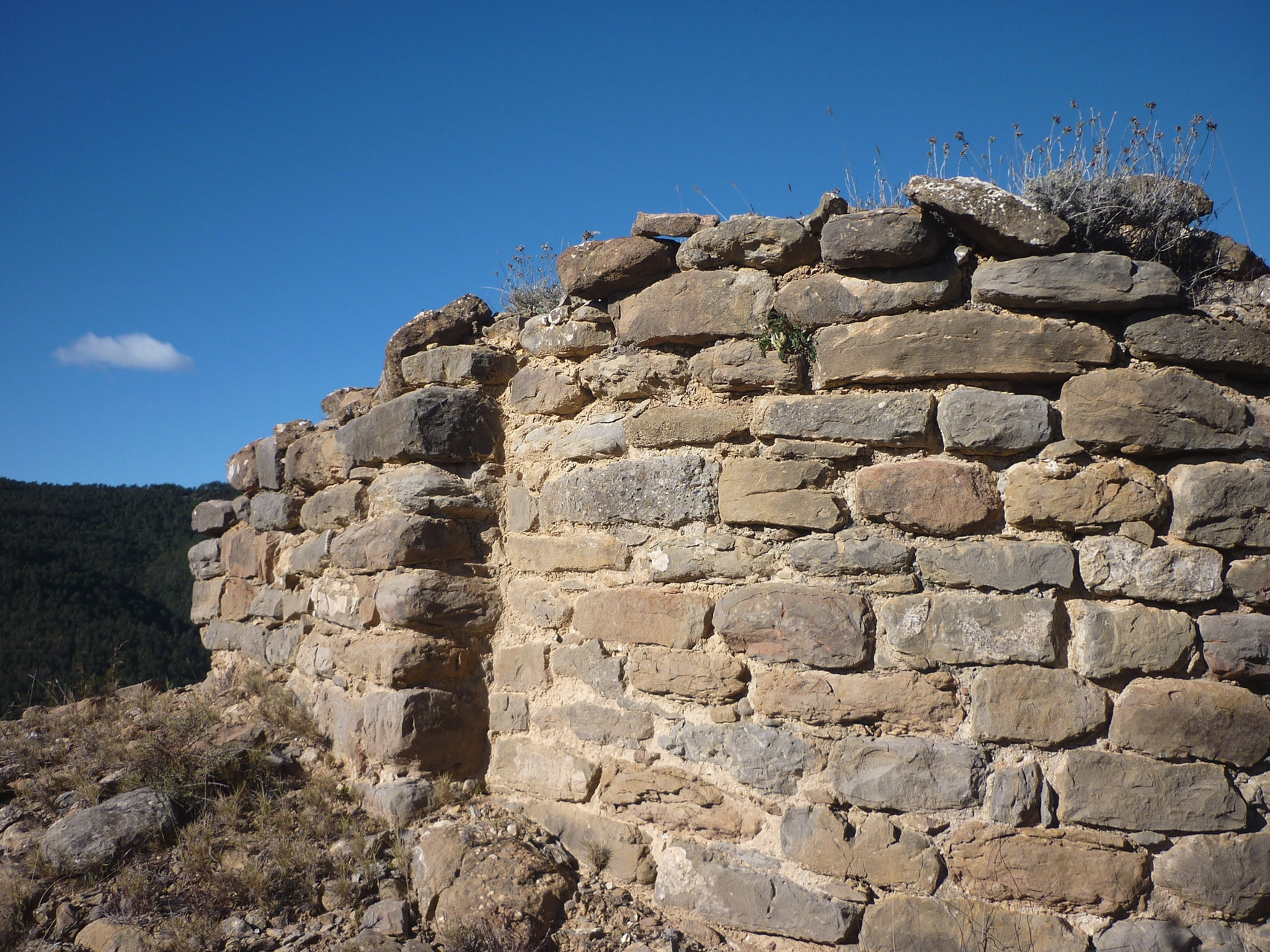
Ermita de Sant Jaume

Hi puja una pista forestal d'uns 5 km des de la carretera de Solsona a Sant Llorenç de Morunys, 300 metres abans d'arribar a la masia del Cavall. En surten senders que porten a l'Hostal del Vent, per la capçalera de la rasa de Torrenteller, i a la masia de la Salada Vella, a l'altra banda del la rasa homònima.
A uns 300 metres de la masia, en direcció nord-oest, cota 1.101 m i coordenades 42° 5′ 10.09″ N, 1° 33′ 5.93″ E / 42.0861361°N,1.5516472°E, es troben les ruïnes de la petita ermita de Sant Jaume.